# Nectandra citrifolia
Nectandra citrifolia Mez & Rusby – gatunek rośliny z rodziny wawrzynowatych (Lauraceae Juss.). Występuje naturalnie w Peru oraz Boliwii. 

## Morfologia
PokrójZimozielone drzewo lub krzew.
LiścieMają owalnie eliptyczny kształt. Mierzą 9–12 cm długości oraz 4–5 szerokości. Nasada liścia jest ostrokątna. Liść na brzegu jest całobrzegi. Wierzchołek jest spiczasty. Ogonek liściowy jest owłosiony